# PrimePages
The PrimePages は、テネシー大学マーティン校のChris Caldwell教授によって管理されている素数に関するウェブサイトである。
このサイトは5,000もの「最も大きい既知の素数」のリストと、より小さな素数で特殊な型および珍しい型の「上位20個」の素数リストを維持・管理している。 2025年8月現在、登録されている素数で最大桁数のものは約4,102万桁あり、5,000番目に大きい素数は71万桁である。The PrimePagesには素数と素数判定に関する豊富な記事がある。素数に関する用語集を始め、数百もの関連資料や「Prime Curius!」内の数千もの珍しい素数に関する情報を掲載している。
素数のデータベース化は、故サミュエル・イェーツ氏による タイタニック素数 のリスト作りから始まったが、リストが引き継がれるまでの長い間、上位5,000は巨大素数で構成されていた。 また、それらのうち特殊な形態の素数は、値がタイタニック素数であり上位５位内だったものか、現在と比べて上位20位以内のものが引き継がれている。

## 参照
- 素数の一覧
- 巨大な素数の一覧
- 違法素数